# بلانك نويز
بلانك نويز (Blank noise) هو مشروع فني مجتمعي/ عام يسعى لمواجهة مضايقات الشوارع، والمعروف باسم «مضايقات الأنثى» (Eve teasing) في الهند، بدأ المشروع الذي أسسته جاسمين باثيجا في أغسطس 2003 كمشروع طلابي في مدرسة سريشتي للتصميم الفني والتكنولوجيا في بنغالور، وانتشر منذ ذلك الحين في مدن أخرى في الهند.

## الأنشطة

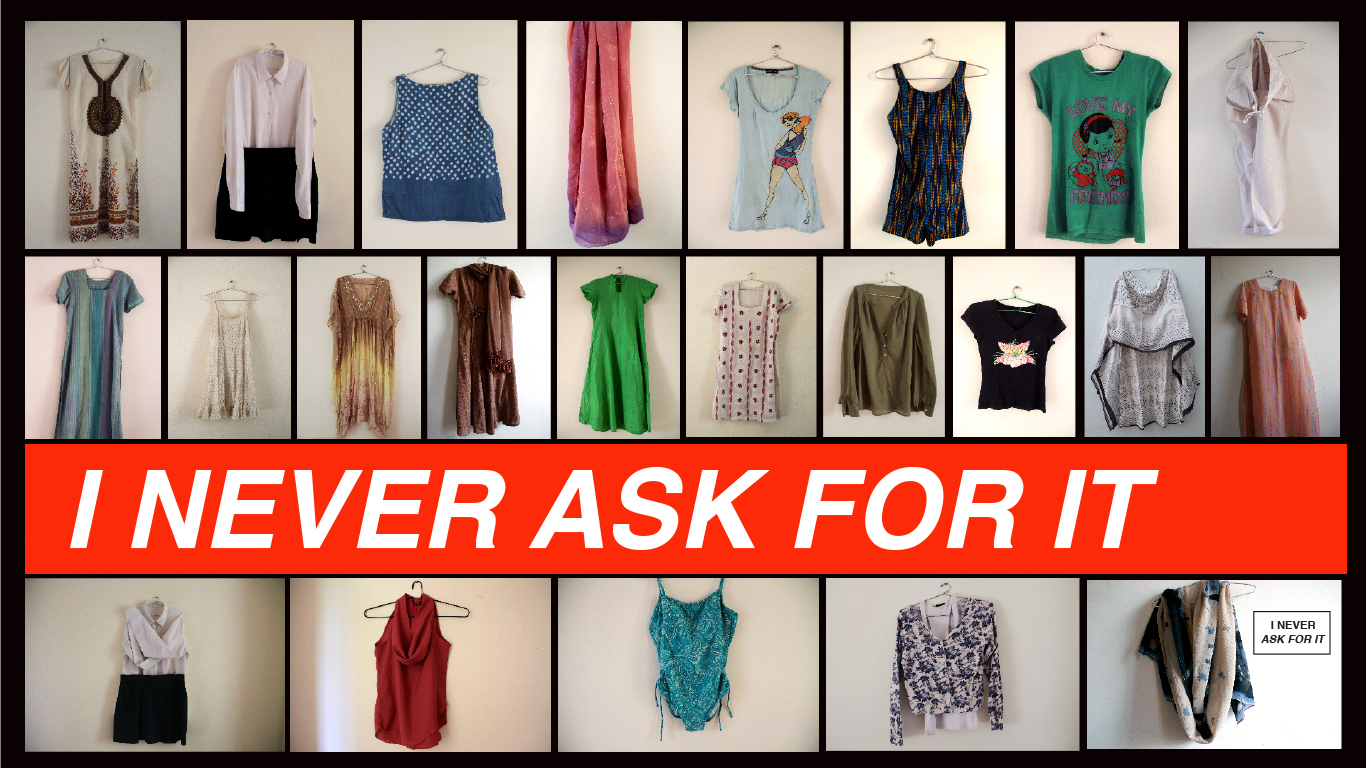
إعلان من مشروع "أنا لا أطلب ذلك"

يتم تشغيل مشروع blank noise وادارته بالكامل من قبل المتطوعين، يعمل فريق أساسي من المتطوعين من الذكور والإناث من مختلف المواقع الجغرافية والفئات العمرية مع المجموعة، ويسعى إلى إطلاق حوارعام حول قضية التحرش الجنسي في الشارع. وتتراوح المحادثات بين بناء تعريف جماعي «لمضايقات الأنثى» لتحديد حدود «الإثارة»، «التحرش»، «المغازلة». تبني المجموعة شهادات حول العنف الجنسي في الشوارع، والمضايقات، و «مضايقات الأنثى»، وتفرّقها في الأماكن العامة، مما يخلق مناظرة عامة.
على الرغم من تأسيس مشروع Blank Noise في بنغالور، إلا أنها امتدت إلى مدن أخرى مثل مومباي ودلهي وتشيناي وكلكتا وشانديغار وحيدر أباد ولوكناو. يتعامل مع فكرة الخجل واللوم من خلال حملات مثل «أنا لا أطلب ذلك» (أطلب أن أتعرض للتحرش الجنسي في الشوارع). الفكرة الرئيسية التي تسعى إلى تبديدها هي أن النساء يتعرضن للمضايقة بسبب الملابس التي يرتدينها. من خلال أعمال الشوارع والحوار تأمل blank noise من تحقيق أهدافها في توفير بيئة آمنة وحرة للنساء في الشوارع، وتمكين المجتمع من أن يصبح أكثر مساواة تجاه النساء بشكل عام.
في ديسمبر 2012، عقب الاغتصاب الوحشي لشابة في حافلة متحركة في دلهي، بدأ مشروع Blank Noise التعهد الآمن للمدينة، وهي مبادرة تحث المواطنين على التعهد بطرق تمكنهم من جعل المدن أكثر أمانا بالنسبة للنساء.
وقد اتخذ المشروع إجراءات مثل رسائل طلاء الرش، وتسجيل شهادات ضحايا التحرش الجنسي في الأماكن العامة، وطبع قمصان مع رسائل مضادة للتحرش عليهم. كما نظمت مظاهرات.